# Verden er fuld af børn
Verden er fuld af børn er en dansk film fra 1980.
- Manuskript Aase Schmidt og Henrik Herbert.
- Instruktion Aase Schmidt.

Blandt de medvirkende kan nævnes:
- Karen-Lise Mynster
- Jesper Christensen
- Lane Lind
- Per Pallesen
- Solbjørg Højfeldt
- Kurt Ravn
- Ghita Nørby
- Preben Lerdorff Rye
- Astrid Villaume
- Lars Lunøe
- Lars Knutzon
- Asta Esper Hagen Andersen
- Margrethe Koytu
- Søren Thomsen
- Geert Vindahl
- Kirsten Cenius
- Lisbet Lundquist
- Kjeld Nørgaard
- Finn Nielsen
- Lotte Olsen
- Sisse Reingaard